# Partidul Social Democrat din Austria
Partidul Social-Democrat Austriac (în germană Sozialdemokratische Partei Österreichs, SPÖ) este un partid de centru-stânga din Austria. Președinta partidului este Pamela Rendi-Wagner.

## Personalități
- Alfred Gusenbauer, cancelar federal (2007-2008)
- Werner Faymann, cancelar federal (2008-2016)
- Christian Kern, cancelar federal (2016-2017)

## Rezultate la alegeri

### Nationalrat
| An electoral | # din voturi | Poziție | % din voturi | # din locuri | Guvern                 |
| ------------ | ------------ | ------- | ------------ | ------------ | ---------------------- |
| 1945         | 1.434.898    | 2       | 44,%         | 76           | Majoritate ÖVP-SPÖ-KPÖ |
| 1949         | 1.623.524    | 2       | 38,7%        | 67           | Majoritate ÖVP-SPÖ     |
| 1953         | 1.818.517    | 1       | 42,1%        | 73           | Majoritate SPÖ-ÖVP     |
| 1956         | 1.873.295    | 2       | 43,0%        | 74           | Majoritate ÖVP-SPÖ     |
| 1959         | 1.953.935    | 1       | 44,8%        | 78           | Majoritate ÖVP-SPÖ     |
| 1962         | 1.960.685    | 2       | 44,0%        | 76           | Majoritate ÖVP-SPÖ     |
| 1966         | 1.928.985    | 2       | 42,6%        | 74           | în opoziție            |
| 1970         | 2.221.981    | 1       | 48,4%        | 81           | Minoritate SPÖ         |
| 1971         | 2.280.168    | 1       | 50,,0%       | 93           | Majoritate SPÖ         |
| 1975         | 2.326.201    | 1       | 50,1%        | 93           | Majoritate SPÖ         |
| 1979         | 2.413.226    | 1       | 51,0%        | 95           | Majoritate SPÖ         |
| 1983         | 2.312.529    | 1       | 47,6%        | 90           | Majoritate SPÖ-FPÖ     |
| 1986         | 2.092.024    | 1       | 43,1%        | 80           | Majoritate SPÖ-ÖVP     |
| 1990         | 2.012.787    | 1       | 42,8%        | 80           | Majoritate SPÖ-ÖVP     |
| 1994         | 1.617.804    | 1       | 34,9%        | 65           | Majoritate SPÖ-ÖVP     |
| 1995         | 1.843.474    | 1       | 38,1%        | 71           | Majoritate SPÖ-ÖVP     |
| 1999         | 1.532.448    | 1       | 33,2%        | 65           | în opoziție            |
| 2002         | 1.792.499    | 2       | 36,5%        | 69           | in opposition          |
| 2006         | 1.663.986    | 1       | 35,3%        | 68           | Majoritate SPÖ-ÖVP     |
| 2008         | 1.430.206    | 1       | 29,3%        | 57           | Majoritate SPÖ-ÖVP     |
| 2013         | 1.258.605    | 1       | 26,8%        | 52           | Majoritate SPÖ-ÖVP     |
| 2017         | 1.351.918    | 2       | 26,9%        | 52           | în opoziție            |

### Parlamentul European
| An electoral | # din voturi | Poziție | % din voturi | # din locuri |
| ------------ | ------------ | ------- | ------------ | ------------ |
| 1996         | 1.105.910    | 2       | 29,2%        | 6            |
| 1999         | 888.338      | 1       | 31,7%        | 7            |
| 2004         | 833.517      | 1       | 33,3%        | 7            |
| 2009         | 680.041      | 2       | 23,7%        | 4            |
| 2014         | 680.180      | 2       | 24,1%        | 5            |

## Legături externe
- Website Oficial
- Enciclopedia SPÖ-ului Vienez
- Otto Bauer – Austromarxism